# Pinanga yassinii
Pinanga yassinii là loài thực vật có hoa thuộc họ Arecaceae. Loài này được J.Dransf. miêu tả khoa học đầu tiên năm 1990.